# سيد ريمون
سيد ريمون (بالإنجليزية: Sid Raymond)‏ هو ممثل أمريكي، ولد في 21 يناير 1909 بنيويورك في الولايات المتحدة، وتوفي في 1 ديسمبر 2006 بأفينتجورا في الولايات المتحدة بسبب سكتة.

## وصلات خارجية
- سيد ريمون على موقع IMDb (الإنجليزية)
- سيد ريمون على موقع ألو سيني (الفرنسية)
- سيد ريمون على موقع أول موفي (الإنجليزية)
- سيد ريمون على موقع قاعدة بيانات برودواي على الإنترنت (الإنجليزية)
- سيد ريمون على موقع قاعدة بيانات الأفلام السويدية (السويدية)
- سيد ريمون على موقع قاعدة بيانات الفيلم (الإنجليزية)
- سيد ريمون على موقع كينوبويسك (الروسية)